# Rubens Paiva
Rubens Beyrodt Paiva (Santos, 26 dicembre 1929 – Rio de Janeiro, 21 gennaio 1971) è stato un ingegnere, politico e attivista brasiliano, scomparso durante la dittatura militare brasiliana.
Si oppose invano all'attuazione della dittatura militare in Brasile. A causa del suo coinvolgimento in attività considerate "sovversive" dal regime, fu arrestato dalle forze militari e successivamente torturato e assassinato. Il suo corpo non fu mai trovato.

## Biografia
Figlio di Jaime Almeida Paiva, un avvocato, e di Araci Beyrodt, si laureò all'Universidade Presbiteriana Mackenzie in Ingegneria civile nel 1954: era stato presidente del Centro accademico degli studenti di Ingegneria civile e vicepresidente dell'Unione degli studenti di San Paolo. Sposò Maria Lucrécia Eunice Facciolla Paiva, con la quale ebbe cinque figli: Vera Silvia Facciolla Paiva, Maria Eliana Facciolla Paiva, Ana Lucia Facciolla Paiva, Maria Beatriz Facciolla Paiva e Marcelo Rubens Paiva. 
La carriera politica di Paiva ebbe inizio nell'ottobre 1962, quando egli fu eletto membro del Congresso per lo Stato di San Paolo dal Partito Laburista Brasiliano. Entrò in carica nel febbraio dell'anno successivo e divenne membro del Comitato congressuale creato per esaminare le attività sia dell'Istituto per la ricerca e gli studi sociali (Instituto de Pesquisas e Estudos Sociais) sia dell'Istituto brasiliano per l'azione democratica (Instituto Brasileiro de Ação Democrática). Queste due organizzazioni erano sospettate di aver finanziato scrittori che mettevano in guardia sulla "minaccia rossa" in Brasile. 
Poco dopo il colpo di stato dei militari, Rubens Paiva lasciò volontariamente il Brasile rifugiandosi in Jugoslavia e a Parigi. Nove mesi dopo, avrebbe dovuto volare a Buenos Aires per un incontro con i deposti leader di sinistra João Goulart e Leonel Brizola, ma durante lo scalo a Rio de Janeiro disse all'hostess che avrebbe lasciato momentaneamente l'aereo per comprare un pacchetto di sigarette. Invece salì su un volo per San Paolo, diretto a casa sua, dove vivevano la moglie e i figli. Paiva si trasferì quindi con la famiglia a Rio de Janeiro e tornò a lavorare come ingegnere civile, continuando ad aiutare militanti di sinistra e guerriglieri in esilio dentro e fuori il territorio brasiliano. Rubens Paiva fondò, insieme al direttore Fernando Gasparian, il quotidiano Jornal de Debates; inoltre fu l'ultimo direttore di Última Hora a San Paolo, prima che Samuel Wainer lo vendesse al Grupo Folha di Octávio Frias.
Il 20 gennaio 1971 le forze militari fecero irruzione nella casa di Paiva a Rio de Janeiro e lo arrestarono. L'operazione fu condotta da uomini armati che sostenevano di essere membri dell'aeronautica militare brasiliana. Paiva fu poi dichiarato disperso. Secondo i documenti pubblicati dall'esercito brasiliano, l'auto che stava conducendo Paiva alla prigione del Centro de Operações de Defesa Interna (Centro per le operazioni di difesa interna) fu fermata con la forza da individui sconosciuti. Eunice, la moglie di Paiva, fu anch'essa arrestata in quella circostanza e messa in isolamento per dodici giorni. La figlia Eliana, allora quindicenne, rimase nella stessa prigione per 24 ore. Eunice ed Eliana furono interrogate nella stessa stanza del DOI-CODI dove venivano torturati presunti agenti comunisti. Affermarono di aver visto sangue, il temuto pau de arara e il ritratto di Paiva tra i segni di riconoscimento. Dissero anche di aver sentito le urla dei prigionieri torturati. Sebbene il suo corpo non sia mai stato trovato, i resoconti forniti decenni dopo alla Commissione nazionale per la verità da un medico dell'esercito e da ex ufficiali militari rivelarono che Paiva morì il secondo giorno dopo il suo arresto per le gravi lesioni causate dalle torture nella caserma dell'esercito dove era stato tenuto prigioniero.

## Nella cultura di massa
- La sua vicenda è stata ricostruita nel film Io sono ancora qui (Ainda estou aqui), diretto da Walter Salles, che da bambino fu suo vicino di casa.[1] A dare volto a Paiva è l'attore Selton Mello.[2]